# Bernadette Martin
Bernadette Martin (Francia, 13 de septiembre de 1951) fue una atleta francesa especializada en la prueba de 4 × 400 m, en la que consiguió ser subcampeona europea en 1969.

## Carrera deportiva
En el Campeonato Europeo de Atletismo de 1969 ganó la medalla de plata en los relevos 4x400 metros con un tiempo de 3:30.8 segundos, llegando a meta por delante de Reino Unido (oro con 3:30.8 segundos que fue récord del mundo) y por delante de Alemania del Oeste (bronce).